# Brian Bennett
Brian Lawrence Bennett, OBE (* 9. Februar 1940 in Palmers Green, London) ist ein englischer Musiker. Bekannt ist er vor allem als Schlagzeuger der Band The Shadows. Neben seinen Fähigkeiten am Schlagzeug und der Percussion ist er Pianist, Komponist, Arrangeur und Produzent. Er lebt heute mit seiner Gattin zurückgezogen auf dem Landsitz in der Grafschaft Hertfordshire, wo er auch ein eigenes Studio betreibt. Aus der Ehe ist der Sohn Warren Bennett hervorgegangen, der in die Fußstapfen seines Vaters getreten ist und ebenfalls im Musikgewerbe als Komponist, Arrangeur und Produzent tätig ist.

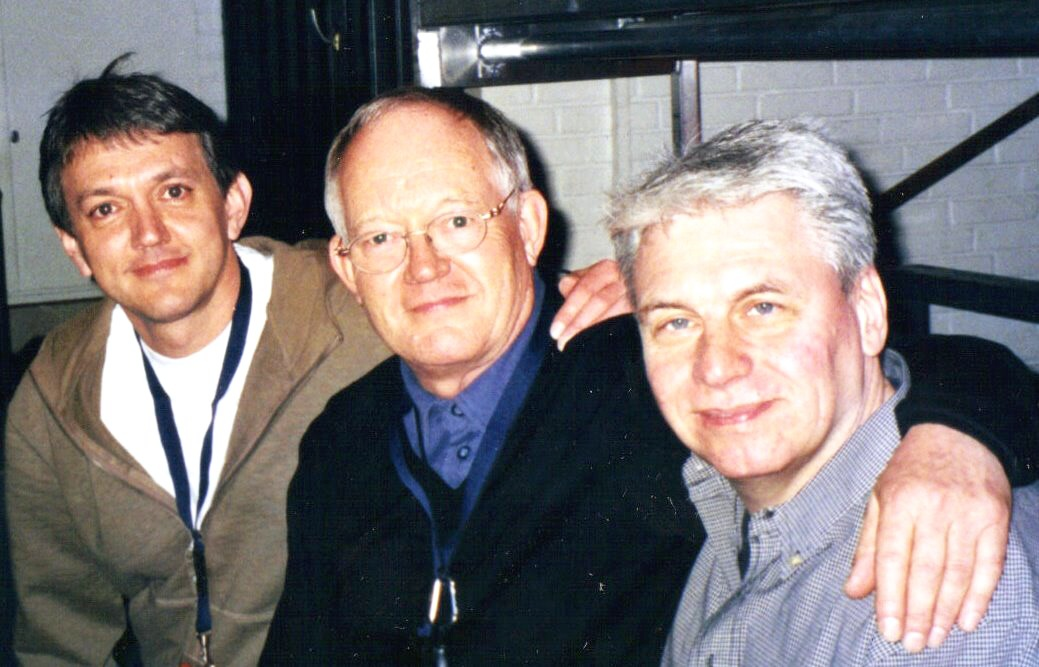
Brian Bennett (Mitte) umrahmt von seinem Sohn Warren und Mark Griffiths

## Jugendjahre
Brian Bennett besuchte die Schule in Hazlewood, Palmers Green sowie die Winchmore Hill School. Mit 16 Jahren machte er seinen mittleren Schulabschluss und begann seine Karriere als Berufsmusiker.

## Die Anfänge
Schnell wurde in Fachkreisen das außerordentliche Talent Brian Bennetts erkannt und er bekam Engagements in diversen Bandprojekten sowie in der Fernsehshow „Oh Boy!“ von Jack Good. Ende der fünfziger Jahre wurde er zum dauerhaften Bestandteil der Hausband der 2i’s Coffee Bar (siehe Artikel The Shadows) in Soho, London.

## Bands
Bennetts eigentliche Karriere begann als Bandmitglied der „Marty Wilde’s Wildcats“ 1959, der erste Hit unter seiner Mitwirkung war Trambone. Anschließend tourte er mit einigen namhaften Musikern durch England, darunter Tommy Steele und Eddie Cochran (Summertime Blues bzw. Somethin’ Else). 

## The Shadows
Wegen interner Differenzen musste der damalige Shadows-Drummer Tony Meehan die Band verlassen (insbesondere wegen chronischer Unpünktlichkeit und Unzuverlässigkeit). Als adäquaten Ersatz erachteten Hank Marvin und Bruce Welch den bereits bei einem Tommy-Steele-Konzert im Jahre 1959 kennengelernten Brian Bennett.
Er selbst sagt heute noch, dass er nicht sonderlich überrascht war, als er vom Manager der Shadows, Peter Gormley, angerufen und gebeten wurde, Mitglied der Shadows zu werden. Seine Freude hielt sich ebenso in Grenzen, nicht des Spielens wegen, sondern weil ihm das Touren nicht behagt (Aussage im Tour-Interview „The Shadows – The Final Tour“). 
Von eingefleischten Shadows-Fans wird er heute noch als „der Neue“ bezeichnet.
Die erste Single, auf der Brian Bennett mitwirkte, war der Nummer-1-Hit Wonderful Land aus dem Jahre 1961.
Bennett blieb den Shadows in allen Jahren der Hochs und Tiefs treu, ebenso als sich nach der Auflösung 1969 die Formation Marvin/Welch/Farrar formierte. Nach der endgültigen Trennung der Shadows blieb Bennett auch der Supportband von Cliff Richard treu.

## Der Komponist
Seit 1962 widmete sich Brian Bennett dem Komponieren. Bereits während der Dreharbeiten für den Film „Summer Holiday“ erledigte er in den Drehpausen seine „Hausaufgaben“ für das Fernstudium. Zu seinen bekanntesten Kompositionen zählen The Journey, Mountains of the Moon, Just a Minute, Rugbys Special und Chase Side Shoot Up!. Sein Talent als Arrangeur und Orchesterdirigent stellte Bennett bei den Arbeiten zum Thema „Slaughter on 10th Avenue“ unter Beweis.

## Berühmte Schlagzeugsoli
Little B, Big B und Captain Haddock’s Missing zählen zu den wahrscheinlich berühmtesten Schlagzeugsoli weltweit. Derartige Stücke waren von Anfang an Konzertbestandteil bei Auftritten der Shadows.

## Schlagzeugmarken
Brian Bennett bevorzugt Drumsets der Firma Ludwig Drums, Chicago. Er legt dabei Wert auf den Farbton „Sparkling“, ein mit Metallflittern durchsetzter Klarlack auf Farbfolie. Seltener ist er mit Drumsets der Hersteller Gretsch, Premier und Remo zu sehen.

## Filmmusik (Auswahl)
- 1985: Terminal Choice – Todespoker (Terminal Choice)
- 1986: The American Way
- 1987: Pulaski (Fernsehserie, 8 Folgen)
- 1987: Jungle Patrol
- 1988: Square Deal (Fernsehserie, 7 Folgen)
- 1988: Fighting Warriors (Alternativtitel: Dead End City)
- 1988: Reactor
- 1988–1999: Inspektor Wexford ermittelt (Ruth Rendell Mysteries, Fernsehserie, 49 Folgen)
- 1989: Der Typ mit dem irren Blick II (Zapped Again)
- 1989–1990: Close to Home (Fernsehserie, 19 Folgen)
- 1990: Invasion Force
- 1991 Hallo Mädels! (Birds of a Feather, Fernsehserie, 1 Folge)
- 1997–1999: The Knock (Fernsehserie, 7 Folgen)
- 1999: Die Harfenspielerin
- 2007–2010: New Tricks – Die Krimispezialisten (New Tricks, Fernsehserie, 34 Folgen)

## Wissenswertes
- Er genießt seit Jahrzehnten den Ruf des „Mr. Reliable on Drums“, das heißt „die Verlässlichkeit in Person hinterm Schlagzeug“
- Bennetts Spielstil überzeugt durch facettenreiche Rhythmik mit teilweise gewagten, sehr stark ausgeprägten Fill-Ins
- 2004 wurde er von der britischen Königin Elisabeth II. für seine außergewöhnlichen Verdienste um die britische Musik gleichzeitig mit Bruce Welch mit dem Order of the British Empire (OBE) ausgezeichnet. Hank B. Marvin lehnte den Orden aus religiösen Gründen ab.
- Bei der Tournee 2005 verletzte sich Bennett beim Konzert in Reykjavík durch einen Holzsplitter am rechten Daumennagel. Er zog den Splitter mit den Zähnen heraus und klebte ein Pflaster darüber. Ein paar Tage später, mittlerweile war die Tournee in Paris angekommen, hatte sich die gesamte rechte Hand entzündet. Ungeachtet der Entzündung und der (in einem Pariser Krankenhaus rechtzeitig behandelten) Sepsis spielte Bennett die Tournee unter großen Schmerzen mit bandagierter Hand fertig. Man befürchtete schon den Ausfall Bennetts und organisierte einen Ersatzschlagzeuger, fünfzehn Minuten vor dem Konzert jedoch erschien Bennett mit einem Lächeln auf der Bühne.[1]
- Bennett wirkte bei Aufnahmen/Konzerten mit bei Tommy Steele, Eddie Cochran, Gene Vincent, Ella Fitzgerald, The Shadows, Cliff Richard, Steve Gray und vielen anderen.